# Celpenchio
Celpenchio è l'unica frazione del comune di Cozzo in provincia di Pavia. L'abitato sorge all'incrocio delle strade provinciali 103 e 119 che collegano il capoluogo con Rosasco e Castelnovetto. Ha una popolazione di circa 50 persone.

## Storia
Celpenchio, noto fin dal medioevo, è citato come Cerpente nel diploma del 1164 con cui Federico I assegnò a Pavia il dominio sulla Lomellina; come Cerpenclium appare nell'elenco delle terre pavesi del 1250. Attorno al 1400 vi signoreggiava il nobile Batista di Amorscano che nel 1447 giurò fedeltà a Ludovico di Savoia quando questi occupò il borgo. Nel 1465 fu infeudato, insieme a Cozzo, a Pietro Gallarati alla cui famiglia rimase fino al 1784 quando proprietà e castello passeranno ai Bigazzi. Nel 1578, durante la contesa sorta tra i vescovi di Pavia e Vercelli, papa Gregorio XIII confermò Celpenchio e Castelnovetto alla diocesi di Vercelli. Fu comune autonomo e durante il periodo napoleonico ricadde nel distretto di Robbio (Dipartimento dell'Agogna) e quindi in quello di Candia nella provincia piemontese di Lomellina (1818). Nel 1869 il comune fu soppresso e unito a Castelnovetto e venti anni più tardi, nel 1890, fu aggregato al comune di Cozzo.

## Monumenti e luoghi d'interesse

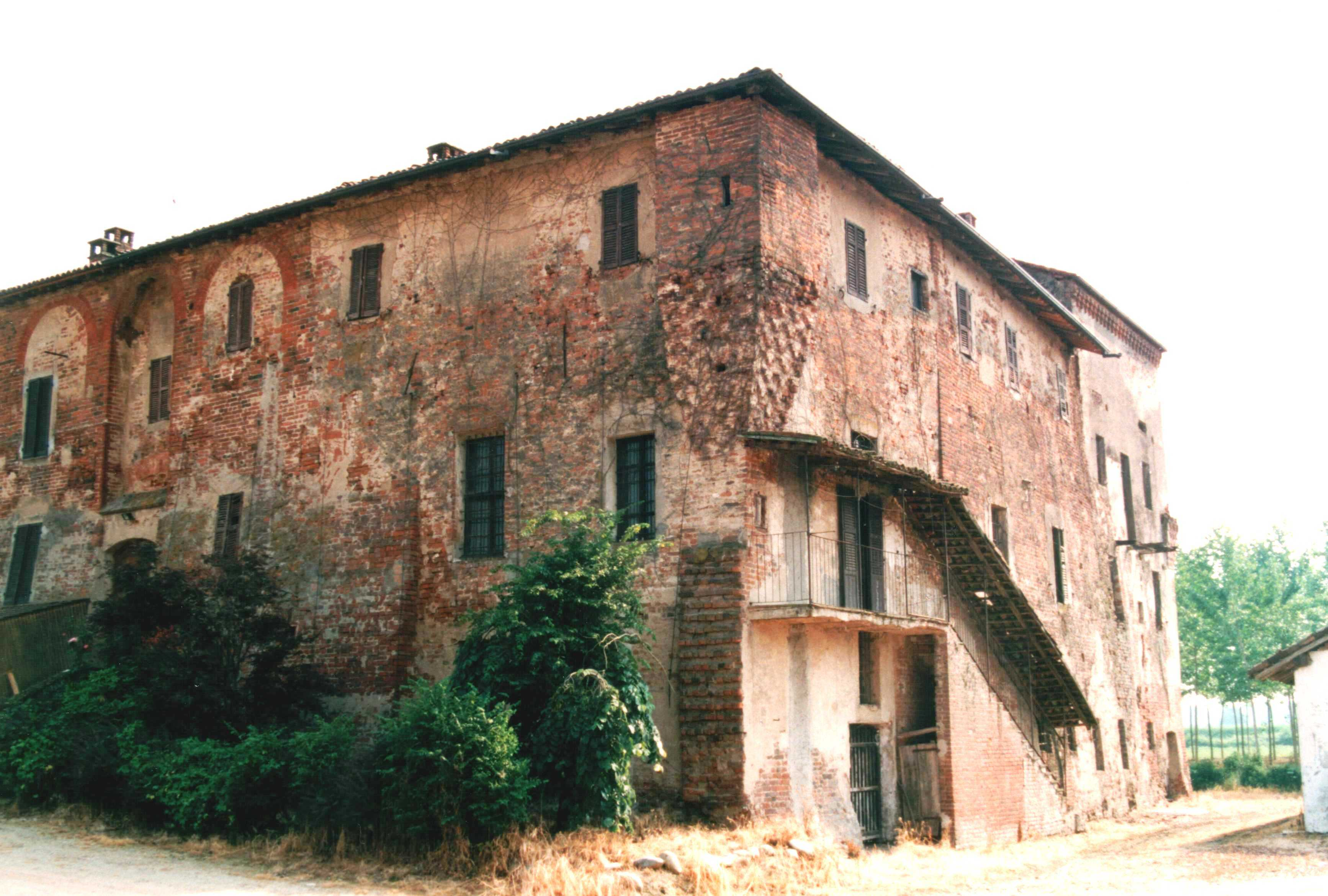
il castello di Celpenchio

Il castello, la cui costruzione, in mancanza di documenti certi, viene ascritta al Trecento, ha la forma di ferro di cavallo con il lato aperto rivolto verso sud-ovest in direzione del Sesia, uno schema costruttivo più simile alla villa lombarda che alle strutture difensive coeve.
L'edificio ha subito negli anni varie modifiche: sulla facciata si possono vedere tre archi murati, testimonianza di un loggiato, e due torrette pensili mozzate alla linea del tetto ma con una caratteristica decorazione a "dente di sega", ripresa anche sotto la linea di gronda. Il cortile interno è curiosamente sopraelevato rispetto alla campagna circostante. L'edificio, ora adibito ad uso agricolo, è stato recentemente ristrutturato in alcune parti.
Chiesa di San Michele, sorge sulla piazza all'incrocio delle tre strade provinciali; attualmente dipende dalla parrocchia di Cozzo. Documenti dell'Ottocento riportano l'intitolazione della chiesa ai Santi Pietro e Michele.
Seguendo la provinciale per Rosasco a nord dell'abitato si estende un'ampia depressione acquitrinosa di circa 50 ettari che costituisce del 1986 la riserva naturale della Garzaia di Celpenchio, dichiarata poi monumento naturale dal 1994.